# Portobelo
Portobelo of Porto Belo, voluit San Felipe de Puerto Bello (naar Filips II), is een havenstadje en gemeente (in Panama un distrito genoemd) in de provincie Colón van Panama, gelegen in het noorden van het land aan de Caribische Zee.
De gemeente bestaat uit de volgende vijf deelgemeenten (corregimiento): Portobelo (de hoofdplaats, cabecera), Cacique, Isla Grande, María Chiquita en Puerto Lindo o Garrote.

## Geschiedenis
De baai waar aan Portobelo ligt werd in 1502 door Christoffel Columbus ontdekt en door hem "Puerto Bello" (mooie haven) genoemd. De diepe natuurlijke haven maakte deze plaats uitermate geschikt als havenstad: en de Spanjaarden bouwden er een fort. Vanaf 1561 werd hier door Spaanse schepen vracht ingenomen. Puerto Bello was een van de havens die werd aangedaan door de zilvervloot die de kostbaarheden vanuit de Spaanse koloniën in Amerika naar het Spaanse thuisland vervoerde. Puerto Bello lag op de zogenaamde "Galeiroute" (Ruta del Galeón), waarlangs goud, zilver en smaragden vanuit het Onderkoninkrijk Peru en Alto Perú (het huidige Bolivia) naar Spanje werd vervoerd. Deze route liep via Panama-Stad over de Camino Real naar Puerto Bello en vervolgens naar Havana en verder door naar Cádiz in Spanje. In de haven werden in 1513 door Vasco Núñez de Balboa 
ook de eerste slaven uit Congo en Angola aangevoerd. Dezen 
kwamen echter na tien jaar in opstand onder leiding van ene Maçanbique en verkregen in 1579 van het Gerechtshof hun vrijheid.
Vanaf 1597 werd aan de baai een stad gebouwd, ook Puerto Bello genaamd. De stad was tot in de 18e eeuw een belangrijke havenplaats van Nieuw-Spanje, het Spaanse onderkoninkrijk in de Nieuwe Wereld. 

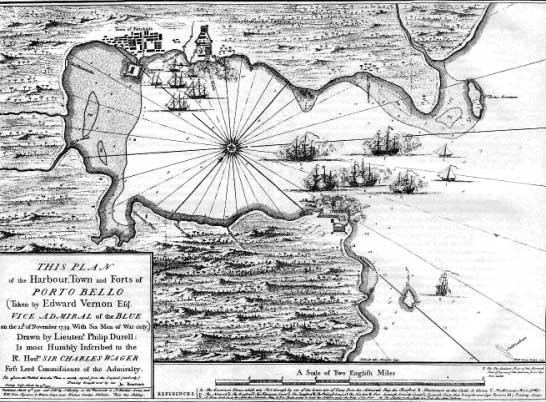
Aanvalsplan van de Britse aanval op Porto Bello in 1739

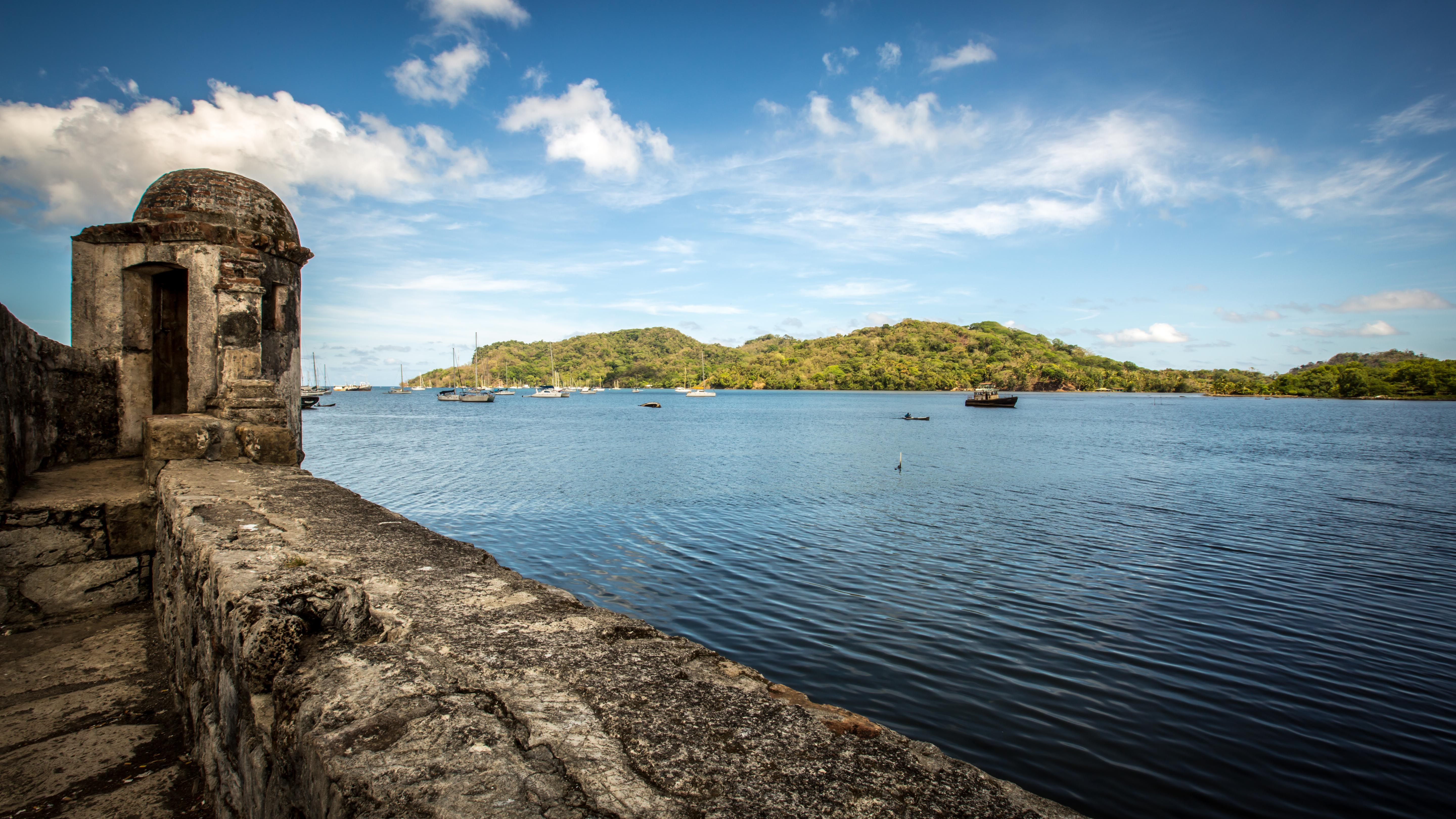
Porto Bello

Toen Francis Drake in januari 1596 na een mislukte aanval op San Juan (Puerto Rico) stierf aan dysenterie, kreeg hij, in een loden kist, een zeemansgraf in de baai van Puerto Bello. In 1668 werd de stad door een piratenvloot met 450 vrijbuiters onder leiding van de piraat Henry Morgan veroverd en geplunderd. Op 21 november 1739 werd de havenstad opnieuw aangevallen en veroverd, ditmaal door de Britse vloot onder leiding van admiraal Edward Vernon. De bekende Portobello Road in Londen is naar deze overwinning genoemd. Tot 1821 hoorde Portobelo bij Spanje; dat jaar riep José de Fábrega de onafhankelijkheid van Panama uit, dat zich bij Simón Bolívar's República de Colombia (Groot-Colombia)-federatie aansloot. In 1831 werd Panama ingenomen door Colombia en in 1903 werd het land onafhankelijk.
In 1850 werd gestart met de bouw van een spoorlijn over de Panamese landlengte. In de eerste plannen was Portobelo als beginpunt genoemd, maar de landeigenaren en de spoorwegmaatschappij konden niet tot overeenstemming komen. De maatschappij besloot daarop ongeveer 50 kilometer verder naar het zuidoosten een nieuwe stad aan te leggen Aspinwall, later hernoemd in Colón. Dankzij de spoorlijn werd Colón het handelscentrum waardoor Portobelo economisch afgleed.
De oude Spaanse fortificaties en het Fort San Lorenzo staan sinds 1980 op de Werelderfgoedlijst van de UNESCO.
Ieder jaar in oktober komen tienduizenden pelgrims naar Portobelo om Christo Negro te vieren, het feest van de Zwarte Christus, waarmee ze zich afzetten tegen de vroegere koloniale overheersing.

## Geboren in Portobelo
- Gabriël Lisette (1919-2001), premier van Tsjaad (1957-1959).